# 상일고등학교
상일고등학교(上一高等學校)는 대한민국 경기도 부천시 원미구 상동에 있는 공립 고등학교이다.

## 학교 연혁
- 2004년 3월 1일 : 초대 유명준 교장 취임
- 2004년 3월 1일 : 상일고등학교 개교
- 2004년 3월 4일 : 제1회 입학식(14학급 492명 입학)
- 2004년 4월 14일 : 준공
- 2004년 6월 14일 : 급식소 개소
- 2004년 10월 14일 : 도서관 개관 및 체육대회
- 2016년 10월 27일 : 2017교과중점 특성화학교 지정(인문 국제화과정, 자연 융합과학과정)
- 2018년 3월 2일 : 소프트웨어교육 선도학교 지정
- 2020년 3월 2일 : 고교학점제 선도학교 및 자율학교 지정
- 2021년 11월 9일 : 체육관(나리마루) 증축
- 2024년 1월 5일 : 제18회 졸업식(8학급 165명) 졸업
- 2024년 3월 1일 : 제6대 최순용 교장 취임
- 2024년 3월 4일 : 신입생(9학급 223명) 입학

## 참고 자료
- 상일고등학교 - 한국교육학술정보원 학교알리미